# Аргусто
Аргусто (итал. Argusto) — коммуна в Италии, располагается в регионе Калабрия, в провинции Катандзаро.
Население составляет 568 человек (2008 г.), плотность населения составляет 81 чел./км². Занимает площадь 7 км². Почтовый индекс — 88060. Телефонный код — 0967.
Покровителем коммуны почитается святитель Иларий Пиктавийский, празднование 13 сентября, первое воскресение сентября.

## Демография
Динамика населения:

## Администрация коммуны
- Официальный сайт: